# Бастюк Богдан Іванович
Богда́н Іва́нович Бастю́к (19 липня 1949, село Мишковичі, нині Тернопільського району Тернопільської області — 16 листопада 2014, там само) — український письменник, поет. Член НСПУ (1988) і голова Тернопільської обласної організації (2005—2008). Всеукраїнська літературно-мистецька премія імені Братів Богдана та Левка Лепких (1993, Всеукраїнська літературно-мистецька премія імені Степана Руданського (2004) та літературна премія імені Уласа Самчука (2002).

## Життєпис
Народився 19 липня 1949 р. в с. Мишковичі Тернопільського району Тернопільської області.
Навчався у місцевій восьмирічній школі та Тернопільській СШ № 8.
Закінчив Львівський сільськогосподарський інститут (1972).
Працював інженером у колгоспі, в Тернопільському відділі науково-технічної інформації Укрінформагропрому.
Помер і похований у рідному селі.

## Творчість
Літературні твори опубліковані в журналах «Дніпро», «Перевал», «Перець», «Сова», «Україна», «Хлібороб України», газетах «Літературна Україна», «Молодь України», «Веселі вісті» та ін., обласній періодиці, альманасі «Вітрила», квартальниках «Поезія», а також за кордоном, зокрема в США.
Відомий як прозаїк, поет, автор гумористичних і сатиричних творів.
Автор:
- збірок поезій «Коріння», «Вдома», «Трава у профіль», «Сто мініатюр», «Цілушка», «Мандрівка порами року», «Словини»;
- книжок гумору «Дефіцитна кандидатура», «Сільська аеробіка», «На кривому цвяшку», «Сміхомаргіналії»;
- повістей «Сопигора», «Пасинки Європи», «Війна у війні» (2003)

Лауреат премій імені братів Лепких, імені Степана Руданського, імені Уласа Самчука.
На вірші Бастюка написали музику до пісень Теодор Хмурич, Богдан Пілат, Василь Подуфалий та інші.
Творчість письменника аналізували Абрам Кацнельсон, Петро Сорока, Євген Баран, Людмила Тарнашинська, Ганна Черінь, інші відомі критики.